# اتفاقية كيوتو

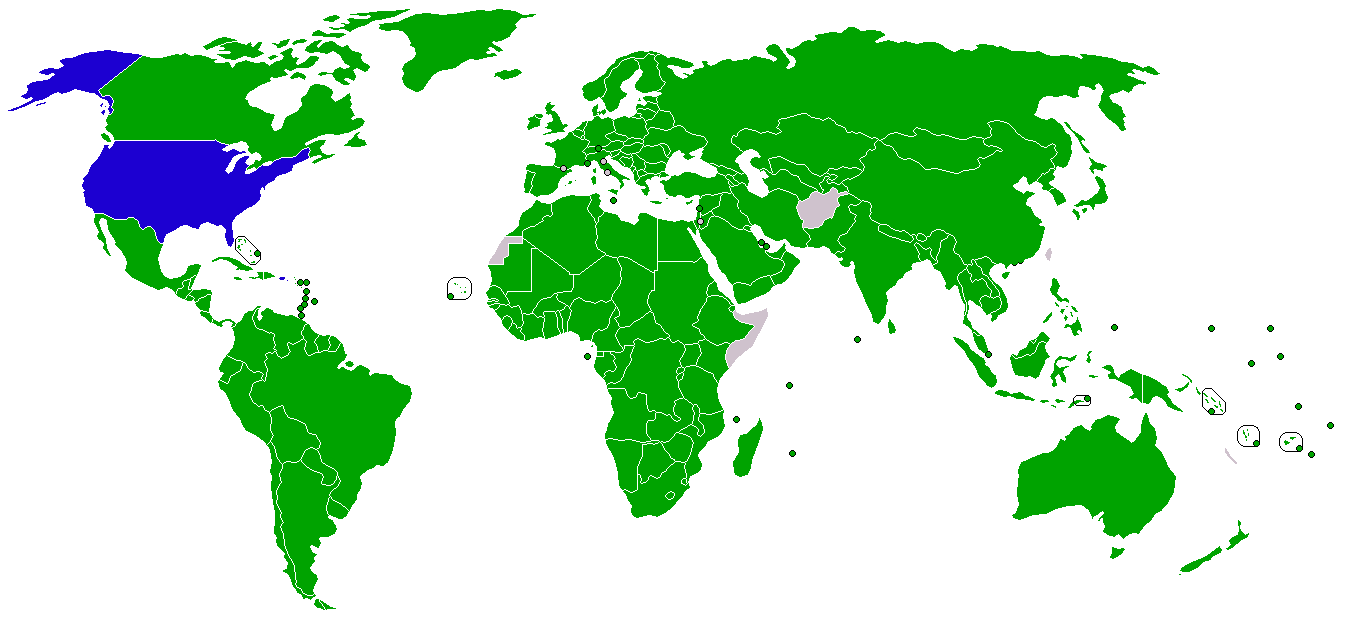
المشاركون في اتفاقية كيوتو في يونيو 2009،
أخضر = البلدان التي وقعت وصدقت على الإتفاقية
رمادي = البلدان التي لم تقرر بعد
أزرق = لا نية لها في التصديق.

اتفاقية كيوتو (UNFCCC or FCCC) هي معاهدة دولية مددت اتفاقية الأمم المتحدة الإطارية بشأن التغير المناخي، والتي تلزم الدول الأطراف بتخفيض انبعاثات غازات الاحتباس الحراري، استنادًا إلى إجماع الرأي العلمي بأن (الجزء الأول) الاحترار العالمي يحدث و(الجزء الثاني) أنه مدفوع بانبعاثات غاز ثاني أكسيد الكربون التي يصنعها الإنسان. تم اعتماد اتفاقية كيوتو في كيوتو، بتاريخ 11 ديسمبر عام 1997، ودخلت حيز التنفيذ في 16 فبراير عام 2005. كان عدد أطراف الاتفاقية 192 في عام 2020 (انسحبت كندا من الاتفاقية، اعتبارًا من ديسمبر عام 2012).
حققت اتفاقية كيوتو هدف اتفاقية الأمم المتحدة الإطارية بشأن التغير المناخي، بتأخيرها لبداية الاحترار العالمي عن طريق تخفيض تراكيز الغازات الدفيئة في الجو إلى «مستوى يحول دون التدخل البشري الخطير بالنظام المناخي» (المادة الثانية). انطبقت اتفاقية كيوتو على الغازات السبعة الدفيئة المدرجة في الملحق إيه وهي: ثاني أكسيد الكربون (سي أو تو)، الميثان (سي إتش فور)، وأكسيد النيتروس، والهيدروفلوروكربون (أتش إف سيز)، والهيدروكربون المشبع بالفلور (بّي إف سيز)، وسداسي فلوريد الكبريت وثلاثي فلوريد النتروجين الذي أضيف في فترة الامتثال الثانية خلال دورة الدوحة.
الاتفاقية مبنية على مبدأ المسؤوليات المشتركة ولكن المختلفة: أقرت بأن فرادى البلدان لديها قدرات مختلفة على مكافحة تغير المناخ، بسبب التنمية الاقتصادية، وبالتالي ألقت مهمة تقليل الانبعاثات على الدول المتقدمة على أساس أنها هي المسؤولة تاريخيًا عن المستويات الحالية من الغازات الدفيئة في الجو.
بدأت فترة الالتزام الأولية بالاتفاقية في عام 2008 وانتهت في عام 2012. امتثلت جميع الدول الستة وثلاثين التي شاركت بشكل كامل في فترة الالتزام الأولى. من ناحية ثانية، اضطرت تسعة بلدان منها إلى اللجوء إلى آليات لتحقيق المرونة عن طريق تمويل تخفيضات الانبعاثات في الدول الأخرى بسبب أن الانبعاثات فيها كانت أكبر بقليل فقط من المستوى الذي تسعى إليه. ساعدت الأزمة المالية في الفترة بين 2007-2008 على تخفيض الانبعاثات. لوحظت التخفيضات الأكبر على الانبعاثات في بلدان الكتلة الشرقية السابقة لأن حل الاتحاد السوفييتي خفض من الانبعاثات فيها في بداية تسعينيات القرن العشرين. ازدادت الانبعاثات العالمية بنسبة 32% منذ عام 1990 حتى عام 2010، على الرغم من أن الستة وثلاثين دولة قد خفضوا من انبعاثاتهم.
تم الاتفاق على فترة التزام ثانية في عام 2012 بتمديد الاتفاقية إلى عام 2020، وعرفت باسم تعديل الدوحة لاتفاقية كيوتو، الذي كان فيه 37 دولة ملتزمة هن: أستراليا، والاتحاد الأوروبي (ودوله الأعضاء الثمانية وعشرين، حاليًا 27 دولة فقط)، وبيلاروس، وآيسلندا، وكازاخستان، وليخنشتاين، والنرويج، وسويسرا وأوكرانيا. صرحت بيلاروس وكازاخستان وأوكرانيا أنها قد تنسحب من اتفاقية كيوتو أو قد لا تضع اتفاقية التعديل حيز التنفيذ القانوني مع أهداف الدورة الثانية. شاركت كل من اليابان، ونيوزلندا، وروسيا في دورة كيوتو الأولى لكنها لم تتولى أهدافًا جديدة في فترة الالتزام الثانية. الدول المتقدمة الأخرى التي لم تتخذ أهدافًا جديدة في الدورة الثانية هي كندا (انسحبت من اتفاقية كيوتو في عام 2012) والولايات المتحدة (لم تصادق عليها). قبلت 147 دولة تعديل الدوحة، حتى شهر أكتوبر من عام 2020. دخلت حيز التنفيذ في 31 ديسمبر عام 2020، بعد قبولها من الحد الأدنى الإلزامي الذي لا يقل عن 144 دولة، رغم أن فترة التعديل الثاني انتهت في اليوم نفسه. صادق عليها 34 من أصل 37 طرف من خلال تعاقدات التزام.
أجريت المفاوضات في إطار الاجتماعات السنوية لاتفاقية الأمم المتحدة الإطارية بشأن التغير المناخي، حول التدابير الواجب اتخاذها بعد انتهاء فترة التعديل الثانية في عام 2020. أدى ذلك إلى اعتماد اتفاقية باريس لعام 2015، وهي اتفاقية منفصلة مستندة لاتفاقية الأمم المتحدة الإطارية بشأن تغير المناخ وليست تعديلًا لاتفاقية كيوتو.

## خلفية
الرأي القائل بأن الأنشطة البشرية هي المسؤولة على الأرجح عن معظم الزيادة الملحوظة في متوسط درجة الحرارة العالمي («الاحترار العالمي») منذ منتصف القرن العشرين، هو انعكاس دقيق للتفكير العلمي الحالي. من المتوقع استمرار الاحترار الناجم عن أفعال الإنسان خلال القرن الحادي والعشرين وما بعده.
عرضت الهيئة الحكومية الدولية المعنية بتغير المناخ (آي بي سي سي، 2007) مجموعة من التوقعات لما قد تعنيه الزيادة المستقبلية في متوسط درجة الحرارة العالمية. اعتُبرت توقعات الهيئة «مرجعية»، ما يعني أنهم لا يعتقدون أنه سيوجد محاولات مستقبلية لتخفيض انبعاثات الغاز. تغطي التوقعات الفترة الزمنية الممتدة منذ بداية القرن الحادي والعشرين حتى نهايته. التفاوت «المرجح» حدوثه (قيمت احتمالية صحته بأكثر من 66%، بناءً على حكم خبراء الهيئة الحكومية المعنية بتغير المناخ) هو زيادة متوقعة في متوسط درجة الحرارة العالمي على امتداد القرن الحادي والعشرين بين 1.1 و6.4 درجة مئوية.
يعكس التفاوت في توقعات درجات الحرارة جزئيًا توقعات مختلفة لانبعاثات الغاز الدفيئة في المستقبل. تفضي هذه التوقعات المختلفة إلى فرضيات مختلفة عن التطور الاقتصادي والاجتماعي في المستقبل (النمو الاقتصادي، ومستوى السكان، وسياسات الطاقة)، التي تؤثر بدورها على توقعات انبعاثات الغازات الدفيئة (جي أتش جي) في المستقبل. يعكس التفاوت أيضًا شكوكًا في ردة فعل النظام المناخي تجاه الانبعاثات السابقة واللاحقة (تقاس بحساسية المناخ).

### تسلسل الأحداث
1992- مؤتمر الأمم المتحدة حول البيئة والتطوير في ريو دي جانيرو. نتج عنه الاتفاقية الإطارية بشأن تغير المناخ واتفاقيات أخرى.
1995- اجتمعت أطراف اتفاقية الأمم المتحدة الإطارية بشأن تغير المناخ في برلين (المؤتمر الأول للأطراف (سي أو بي) لتحديد أهداف محددة بشأن الانبعاثات.
1997- في ديسمبر أبرمت الأطراف اتفاقية كيوتو في كيوتو، اليابان، التي اتفقوا من خلالها على الخطوط العريضة لمستوى الانبعاثات المستهدف.
2004- صادقت روسيا وكندا على اتفاقية كيوتو الملحقة باتفاقية الأمم المتحدة الإطارية بشأن التغير المناخي، والتي دخلت حيز التنفيذ بتاريخ 16 فبراير عام 2005.
2011- كندا أول دولة موقعة تعلن انسحابها من اتفاقية كيوتو.
2012- بتاريخ 31 ديسمبر عام 2012، انتهت فترة الالتزام الأولى بموجب الاتفاقية.

### المادة الثانية في اتفاقية الأمم المتحدة الإطارية بشأن التغير المناخي
معظم الدول هي دول أعضاء في اتفاقية الأمم المتحدة الإطارية بشأن التغير المناخي. توضح المادة الثانية من الاتفاقية هدفها الأساسي المتمثل بالحفاظ على توازن تركيز الغازات الدفيئة في الجو «إلى المستوى الذي يحول دون التدخل البشري الخطير في النظام المناخي».
يمكن للعلوم الاجتماعية والتقنية والطبيعية أن توفر معلومات عن قرارات متعلقة بهذا الهدف بما في ذلك الحجم والمعدل المحتمل للتغيرات المناخية المستقبلية. من ناحية ثانية، خلصت الهيئة الحكومية الدولية المعنية بالتغير المناخي إلى أن تحديد ما الذي يعتبر تدخلًا «خطيرًا» يتطلب أحكام تقييمية، والتي ستختلف بدورها باختلاف المناطق حول العالم. تشمل العوامل التي من الممكن أن تؤثر على هذا التحديد العواقب المحلية لتأثيرات التغير المناخي، وقدرة منطقة معينة على التأقلم مع التغير المناخي (القدرة على التكيف)، وقدرة المنطقة على تخفيض انبعاثاتها من الغازات الدفيئة (القدرة على التخفيف).

## المعاهدة
نصت معاهدة كيوتو على التزامات قانونية للحد من انبعاث أربعة من الغازات الدفيئة (ثاني أكسيد الكربون، والميثان، وأكسيد النيتروس، وسداسي فلوريد الكبريت)، ومجموعتين من الغازات (هيدروفلوروكربون، والهيدروكربونات المشبعة بالفلور (بيرفلوروكربون) التي تنتجها الدول الصناعية «المرفق الأول»، ونصت أيضا على التزامات عامة لجميع البلدان الأعضاء. واعتبارا من عام 2008 م، صادق 183 طرفا على الاتفاقية، التي كان قد اعتمد استخدامها في 11 ديسمبر 1997 في كيوتو في اليابان، والتي دخلت حيز التنفيذ في 16 فبراير 2005.
وافقت الدول الصناعية في إطار اتفاقية كيوتو على خفض الانبعاث الكلي للغازات الدفيئة بنحو 5.2٪ مقارنة بعام 1990. ألزم الاتحاد الأوروبي بتخفيض قدره 8 ٪، والولايات المتحدة بنسبة 7%، واليابان بنسبة 6 ٪، وروسيا بنسبة 0 ٪. سمحت المعاهدة بزيادة انبعاث الغازات الدفيئة بنسبة 8 ٪ لأستراليا و 10 ٪ لآيسلندا.
ويتضمن اتفاق كيوتو مجموعتين من الالتزامات المحددة تحقيقاً للمبادئ العامة التي أقرتها اتفاقية الأمم المتحدة الإطارية بشأن تغير المناخ: تتضمن المجموعة الأولى الالتزامات التي تتكفل بها جميع الأطراف المتعاقدة، في حين تختص المجموعة الثانية بمجموعة الالتزامات التي تتحملها الدول المتقدمة حيال الدول النامية.

## الالتزامات
وفيما يختص بالالتزامات التي تتكون منها المجموعة الأولى فإنه يمكن القول أن البروتوكول يلزم الدول الموقعة عليه بقائمة محددة من الالتزامات لا يُفَرَّق فيها بين الدول المتقدمة والدول النامية، فهي التزامات مشتركة تتكفل بتنفيذها كافة الأطراف المتعاقدة. هذه الالتزامات هي:
قيام 38 دولة متقدمة بتخفيض انبعاثات الغازات المسببة لتأثير الدفيئة وذلك بنسب تختلف من دولة لأخرى، على أن يجرى هذا التخفيض خلال فترة زمنيه محددة تبدأ في عام 2008 وتستمر حتى عام 2012. وبلغت نسبة التخفيض المقررة في حالة الاتحاد الأوروبي 8% أقل من مستوى عام1990، وفي حين بلغت هذه النسبة في حالة الولايات المتحدة واليابان 7%، 6% على التوالى. وتشمل هذه الانخفاضات 6 غازات محدده هي: ثاني أكسيد الكربون، الميثان، أكسيد النيتروجين، بالإضافة إلى ثلاثة مركبات فلورية.
الحفاظ على بواليع ومستودعات الغازات الدفيئة sinks and reservoirs كالغابات، والعمل على زيادتها من أجل امتصاص انبعاثات الغازات الدفيئة Green House Gases المسببة لظاهرة التغير المناخى.
إقامة نظم ومناهج بحث لتقدير انبعاثات الغازات الدفيئة، وكذلك دراسة الآثار السلبية الناجمة عنها، والتبعات الاقتصادية والاجتماعية لمختلف سياسات مواجهة المشكلة.
التعاون الفعال في مجالات تطوير التعليم وبرامج التدريب والتوعية العامة في مجال التغير المناخى بما يهدف إلى تقليل انبعاثات الغازات الدفيئة.
العمل على إنتاج وتطوير تقنيات صديقة للبيئة من خلال التركيز على الأنواع الأقل استهلاكا في الوقود، وبالتالى أقل من حيث احتراق الوقود وانبعاثات الغازات الضارة.

## آليات المرونة
آليات المرونة، وهي تلك الآليات التي تعمل على تخفيض الانبعاثات وتقليل الآثار الضارة، ولكنها في نفس الوقت تأخذ البعد الاقتصادى عند احتساب تكاليف إنتاجها. وتشير هذه الجزئية إلى إمكانية بلوغ الهدف بأقل الخسائر الممكنة، وفي بعض الأحيان بدون خسائر على الإطلاق. بل ومن الممكن تحقيق مكاسب من وراء اتباع هذه الآليات. وتتيح هذه الآليات عمليات التجارة في وحدات خفض الانبعاثات.
أما الالتزامات التي تحتويها المجموعة الثانية، فهي الالتزامات التي تتعهد بها الدول المتقدمة وحدها، وتلتزم بها في مواجهه الدول النامية لمساعدة هذه الأخيرة على الالتزام بالأحكام الواردة في اتفاقية الأمم المتحدة الإطارية من ناحية، وتشجيع الدول النامية على التعاون الفعال في إطار المنظومة الدولية لحماية البيئة من ناحية أخرى. هذه الالتزامات يمكن تحديدها في النقاط التالية:
تتعهد الدول المتقدمة بتمويل وتسهيل أنشطة نقل التكنولوجيا منها إلى الدول النامية والأقل نموا، خاصه تلك التقنيات صديقة البيئة في مجالات الطاقة والنقل والمواصلات وغيرها.
تتعهد الدول المتقدمة بدعم جهود الدول النامية والأقل نموا في مجالات مواجهة الآثار السلبية للتغير المناخى والتأقلم معها.
التعاون المشترك مع الدول النامية والأقل نموا في «آليه التنمية النظيفة» آلية التنمية النظيفة، والتي تعد إحدى أهم الآليات التي حددها اتفاق كيوتو. وتنص هذه الآلية على التزام واضح من جانب الدول المتقدمة بالقيام بمشروعات في الدول النامية بغرض مساعدتها على الوفاء بمتطلبات التنمية المستدامة، والمساهمة في نفس الوقت بتحقيق الهدف الرئيسى لاتفاقية الأمم المتحدة الإطارية الخاصة بتغير المناخ ومساعدة الدول المتقدمة في الالتزام بتخفيض الانبعاثات إلى الحد المقرر لها. فهذه الآلية تفيد كلاً من الدول المتقدمة والدول النامية على حد سواء، وتتمثل الفائدة التي تعود على اقتصاديات الدول النامية في وجود الاستثمارات القادمة من الدول المتقدمة على أراضيها، في حين تتمكن الدول المتقدمة من استخدام الانبعاثات الناتجة من انشطة هذه المشروعات للإسهام في تحقيق جزء من التزاماتها الخاصة بتحديد وتخفيض كمى للانبعاثات.
ومن خلال إجراء مقارنة سريعة بين المجموعتين من الالتزامات فإنه يمكن الاستنتاج بأن اتفاق كيوتو يضع مسئولية تنفيذ العبء الأكبر من الالتزامات الواردة فيه على عاتق الدول المتقدمة، إذ يلزمها البروتوكول بتقديم كافة صور الدعم المالى والفنى اللازم لإعانة الدول النامية والأقل نموا على تنفيذ الالتزامات الناشئة عن السياسات الدولية المشتركة لحماية البيئة من مظاهر التلوث التي تدأهمها. يضاف إلى ذلك أن هذا الاتفاق ألزم الدول المتقدمة _دون الدول النامية والاقل نمواً_ بالعمل على انتهاج السياسات اللازمة لتخفيض انبعاثات الغازات الدفيئة بنسب محددة وفقاً لجدول زمني معين.
ومن هنا فإن الدول النامية والأقل نمواً تنظر بعين الرضى والارتياح إلى اتفاق كيوتو نظرا لقلة الالتزامات التي ألقاها على عاتقها في مجال حماية البيئة ومكافحة التلوث المناخى وصيانة الغلاف الجوى للكرة الأرضية. فهذه الدول النامية والأقل نمواً تخشى من أن أي التزامات تفرض عليها في مجال حماية البيئة سوف تحد من قدراتها وحرية حركتها على تنفيذ مشروعات التنمية، خاصة في هذه المرحلة المبكرة من مراحل النمو. يضاف إلى ذلك أن الدول النامية والأقل نمواً لا شأن لها فيما يخص ظاهرة انبعاثات الغازات الدفيئة، حيث أنها قد حدثت بفعل درجات التصنيع المتقدمة التي وصلت إليها الدول المتقدمة خاصة الولايات المتحدة والاتحاد الأوروبي. بل أكثر من ذلك فإن الدول النامية والأقل نمواً ترى في نفسها ضحية سياسات التصنيع الخاطئة التي اتبعتها الدول المتقدمة، وعرضتها لمصير مشؤوم في حالة ارتفاع درجة حرارة الكرة الأرضية، إذ لا تملك الموارد المالية والتقنية التي تعينها على مواجهة سلبيات هذه الظاهرة.
وعلى العكس من ذلك ترى الولايات المتحدة الأمريكية أن اتفاق ظالم لها، وغير محقق لمصالحها. وتستند الولايات المتحدة في ذلك إلى وجود دول وإن كانت نامية في الوقت الحالي، إلا أنها ليست كذلك في المستقبل القريب، خاصه الصين، والهند، حيث ستتحول هذه الدول الأخيرة لتصبح من بين الدول المسئولة عن ظاهرة انبعاثات الغازات الدفيئة. فهذه الدول تنفذ برامج ضخمة للتصنيع دون أن تقدم أي التزامات في مجال تخفيض الانبعاثات. وترى الإدارة الأمريكية التي يتزعمها الرئيس جورج بوش الابن أن هذا الاتفاق لن يحقق الهدف منه طالما بقيت هذه القوى الاقتصادية الجديدة خارج نطاق الالتزامات. فما تفعله دول الولايات المتحدة والاتحاد الأوروبي من تخفيض لانبعاثات الغازات الدفيئة سوف تضيعه جهود الصين والهند في مجالات التنمية الصناعية.
واستناداً إلى وجهة النظر الأمريكية لحالة عدم التوازن في الالتزامات التي يتضمنها اتفاق كيوتو، دعا الرئيس الأمريكي جورج بوش الابن إلى معارضة تصديق الولايات المتحدة على الاتفاق. فالإدارة الأمريكية الحالية المحافظة _دفاعاً عن مصالح رجال الأعمال _ ترى أن التزام الولايات المتحدة بتخفيض انبعاثات الغازات الدفيئة بنسبه 7% أقل من المستوى الذي كانت عليه 1990 خلال الفترة 2008-2012 لن يتم إلا بتكلفة عالية جدا. وتعيب هذه الإدارة على اتفاق كيوتو تركيزه الشديد على مصالح المدى القصير متجاهلاً الوضع الذي ستصبح عليه ظاهرة الانبعاثات في الأجل الطويل، ومن ثم هناك حاجة _ طبعاً لتقدير الإدارة الأمريكية _ إلى إعادة صياغة الاتفاق بطريقة تخلق التوازن المطلوب بين التزامات كافة القوى الاقتصادية القادمة (الصين، الهند، روسيا الاتحادية) دون تفرقة بين الدول المتقدمة والدول النامية.